# Unico Allard Alberda
Unico Allard Alberda, heer van Menkema (Groningen, 17 oktober 1726 - Uithuizen, 28 augustus 1790) was een Groningse jonker en politicus.

## Leven en werk
Alberda werd in 1726 in de Oosterstraat te Groningen geboren als zoon van Gerhard Alberda van Dijksterhuis en Susanna Elisabeth Alberda. Hij werd op zondag 27 oktober 1726 gedoopt in de Martinikerk aldaar. Zijn vader en moeder waren neef en nicht. De twee borgen die zij bezaten kwamen in het bezit van hun zoon. Hij erfde in 1744 de Menkemaborg in Uithuizen van zijn moeder en in 1784 de borg Dijksterhuis in Pieterburen van zijn vader. Unicio Allard kreeg zijn universitaire opleiding in Leiden. Hij bekleedde diverse functies in en namens Groningen, die hij echter vanwege zijn lichamelijke gesteldheid jarenlang niet kon vervullen. Alberda behoorde tot het orangistische kamp. Hij was onder meer lid van Gedeputeerde Staten van Groningen, gedeputeerde te Admiraliteit van Amsterdam en van Harlingen en lid van de Raad van State. Toch volgde hij in 1784 - ondanks bezwaren uit het patriottische kamp - zijn vader op als lid van de Staten-Generaal.
Alberda bezat de heerlijke rechten van Uithuizen, Usquert, Pieterburen, Vierhuizen, Westernieland, Huizinge en Menkeweer.
Hij trouwde op 31 mei 1762 te Barneveld met Christina Bentinck [van den Brieller]. Hij overleed in augustus 1790 op 64-jarige leeftijd op zijn borg in Uithuizen. Zijn rouwbord bevindt zich in de kerk van Uithuizen. Na zijn dood erfde zijn oudste zoon Gerhard de Menkemaborg in Uithuizen en zijn tweede zoon Goosen Geurt de borg Dijksterhuis in Pieterburen.

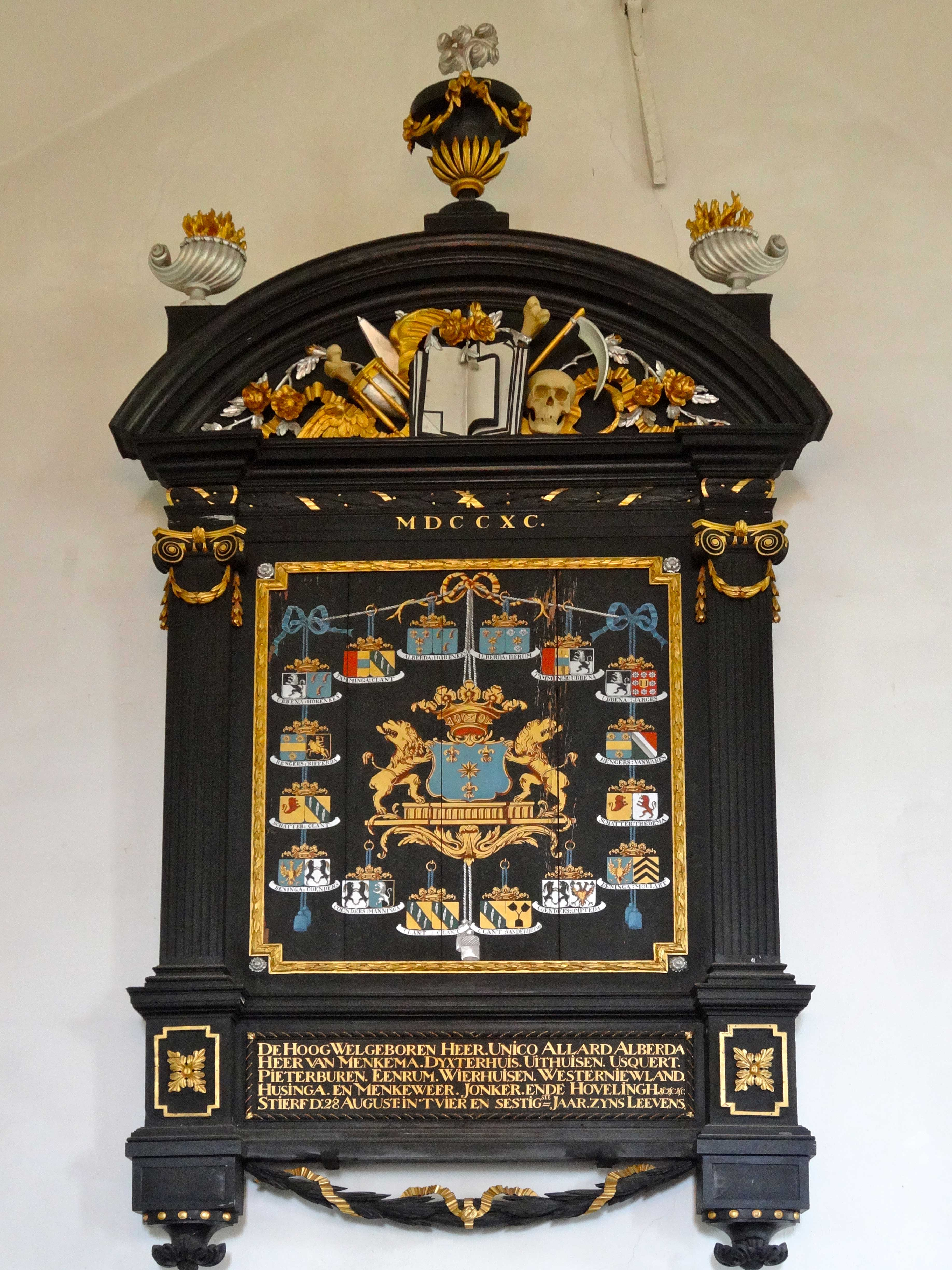
Rouwbord van Unico Allard Alberda in de kerk van Uithuizen
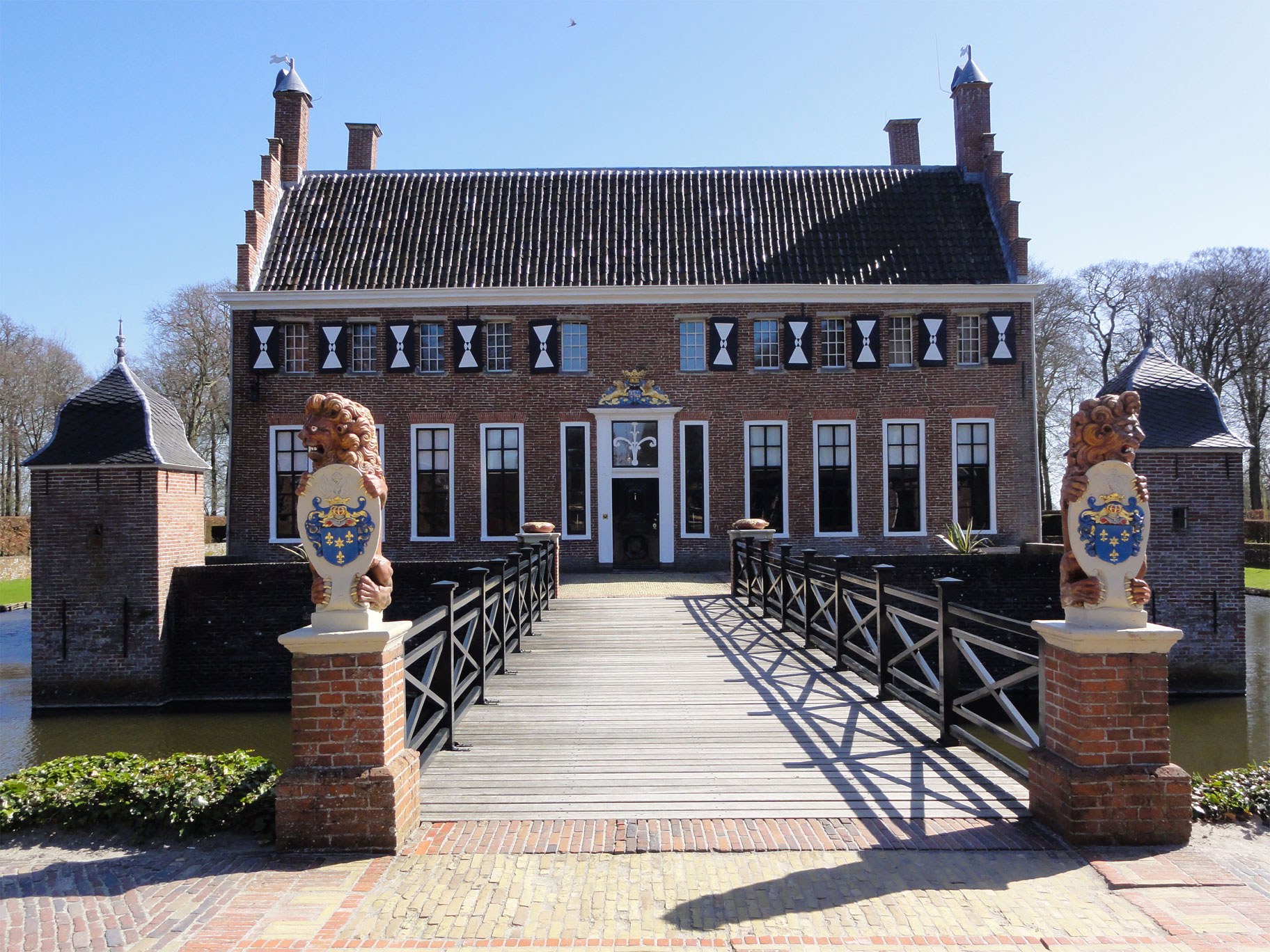
Leeuwen met het wapen van Alberda bij de Menkemaborg in Uithuizen
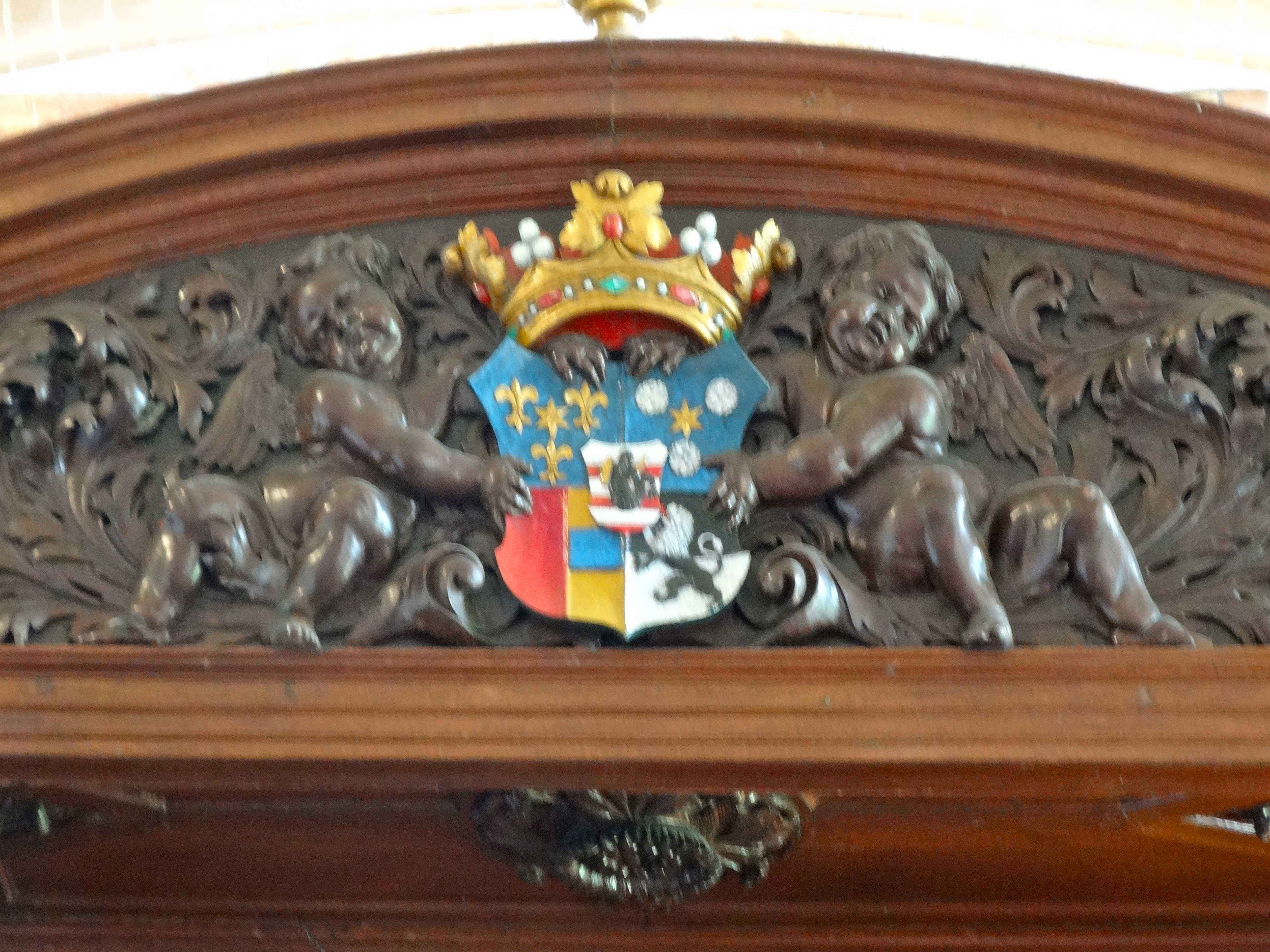
Wapen Gevierendeeld: Alberda, Van Berum, Tamminga en Ubbena op de herenbank in de kerk Uithuizen